# Ґаць (Ґрудзьондзький повіт)
Ґаць (пол. Gać, нім. Gatsch) — село в Польщі, у гміні Ґрудзьондз Ґрудзьондзького повіту Куявсько-Поморського воєводства.
Населення — 427 осіб (2011).
У 1975-1998 роках село належало до Торунського воєводства.

## Демографія
Демографічна структура станом на 31 березня 2011 року:
|          | Загалом | Допрацездатний вік | Працездатний вік | Постпрацездатний вік |
| -------- | ------- | ------------------ | ---------------- | -------------------- |
| Чоловіки | 214     | 47                 | 154              | 13                   |
| Жінки    | 213     | 39                 | 143              | 31                   |
| Разом    | 427     | 86                 | 297              | 44                   |